# رأس زبيب
رأس زبيب أو رأس الزبيب هو أحد الرؤوس الواقعة على الساحل الشمالي للبلاد التونسية. ويتبع إداريا ولاية بنزرت، وهو يقع قرب مدينة الماتلين.